# Héctor Leonardo Páez
Héctor Leonardo Páez León (Tunja, 10 de julho de 1982) é um ciclista colombiano. Páez representou sua nação nos Jogos Olímpicos de Verão de 2008 e 2012, ambos em eventos de cross country.